# Sayang (Jatinangor)
Sayang is een bestuurslaag in het regentschap Sumedang van de provincie West-Java, Indonesië. Sayang telt 9378 inwoners (volkstelling 2010).